# الکساندر واروانین
الکساندر واروانین (اوکراینی: Олександр Олександрович Варванін؛ زادهٔ ۱ مهٔ ۱۹۹۷) بازیکن فوتبال اهل روسیه است.